# Ассемани, Иосиф Алоизий
Иосиф Алоизий Ассемани (араб. يوسف لويس السمعاني‎ — Юсуф Луис ас-Симъани, лат. Josephus Aloysius Assemani, итал. Giuseppe Luigi Assemani; 1710, Триполи, Ливан — 9 февраля 1782, Рим) — итальянский востоковед арабского происхождения, католический литургист. Племянник Иосифа Симона Ассемани, брат Стефана Эводия Ассемани.
Обучался в маронитской коллегии Папского Григорианского университета в Риме. С 1737 года — преподаватель сирийского и арабского языков в римском университете Ла Сапиенца. С 1749 года возглавлял кафедру восточной литургики данного университета. Был членом основанной папой Бенедиктом XIV Академии исторических исследований.

## Научные труды
- 12-томный «Литургический кодекс Вселенской Церкви» — главный труд Иосифа Алоизия;
- «Комментарий о Католикосах, или Патриархах халдеев и несториан»;
- прочие небольшие сочинения.